# Чернівецька земля
Чернівецька земля (рум. Ținutul Cernăuți) – адміністративна одиниця (XIV-XVIII) Молдовського князівства.

## Етимологія
Термін цинут від рум. «a ține» – «тримати», у слов'яно-молдовських документах – «дєржава». Водночас, з огляду на те, що руська мова була в Молдовському князівстві спочатку державною, а згодом мала офіційний статус, вживався термін – «земля» (іноді «окру́га», «волость»). Якщо «Țara» – означала «земля» у розумінні держава (країна), то «Ținutul» – «земля» у розумінні адміністративно-територіальної одиниці, частини країни.

## Географічне положення
Чернівецька земля знаходилася у північно-західній частині Молдовського князівства у межах східного (Буковинського) Прикарпаття. Територія землі була обмежена річками Черемошем, Колочиним, Дністром, Рингачем, Прутом, суходолом від Прута (район гирла річки Хукив) до Серет (район міста Серет), Сучавою.

На сході Чернівецька земля межувала з Хотинською землею, на південному сході — Дорохойською, на півдні — Сучавською, на південному заході — Довгопільським околом (волостю), який хоч адміністративно входив до Чернівецької землі, мав статус самоуправління. На заході та півночі межі збігалися з кордоном Молдовського князівства з Польським королівством.

## Історичні передумови
В кінці ХІІ ст. на півдні Галицько-Волинської держави почало формуватись територіальне утворення — Шипинська земля. Після монголо-татарської навали на Русь зв'язки з галицько-волинськими землями ослабли, й Шипинська земля фактично стала самостійним утворенням під зверхністю Золотої Орди. Із занепадом останньої, на південних околицях зародилося нове державне утворення — Молдовське воєводство. Шипинська земля стала причиною запеклих суперечок і конфліктів Польського королівства, Угорського королівства та молодої Молдовської держави.

З огляду на обіцяну автономію та державний статус православної віри в Молдові, Шипинська земля в 1367 році фактично увійшла до складу Молдовської держави.

## Організація цинуту
Чернівецька земля була сформована з Хмелівської та більшої частини Цецинської волостей Шипинської землі. Адміністративно Чернівецька земля входила до однієї з трьох культурно-географічних частини Молдовського князівства — Верхньої країни, якою управляв Великий Ворник.

Керував цинутом — намісник Господаря «уставичний» староста (рум. Staroste de Cernăuți), якого призначали не тільки для виконання адміністративних, фіскальних та судових функцій, але й для контролю ситуації на молдовсько-польському кордоні. Військовою організацією землі з XVII ст. опікувався Великий капітан цинуту. У кожній землі діяли: відповідальний за фортеці (Перерубець), стягувач судових штрафів (Глобник), стягувач військових податків (Ілішар) тощо.

Цинут поділявся на околи  (рум. occolul), що включали в себе громади. Адміністративно до Чернівецької землі належав Довгопільський окіл. Проте, він мав свою самоуправу, й підпорядковувався на пряму Господарю.

Центром землі було місто Чернівці. Містом керував Війт (рум. Șoltuz), якого щорічно призначав Господар. При Войтові діяла Рада з 12 представників (пиргарів), обраних з верхівки міського населення. Вказаний орган виступав Судом за внутрішньоміськими справами і розподіляв серед міщан податки.

На чолі сільської громади був сільський Староста (ватаман або жудіт), який виступав суддею (за що отримував третину судових штрафів) та збирав податки. Практично в кожному (державному) селі існувала «рада старших і добрих людей».

## Населення
Згідно з «Катастихом числа селян, дворян, ветафів, немешів та священиків» (1591), в північних землях Молдовського князівства налічувалося близько 8903 дворів (загальна чисельність населення могла сягати 30-32 тис. осіб).

Панівною верхівкою були бояри (рум. boieri) – великі, середні та дрібні феодали. Всі вони знаходились тільки в прямій залежності від Господаря, звільнялись від оподаткування, могли займати державні посади. На території краю були також представники особливої групи феодалів – куртяни (рум. curteani) – особисті слуги Господаря. До прошарку феодалів практично належали й представники духовенства (єпископи, настоятелі монастирів тощо), які брали безпосередню участь в управлінні країною та регіонами.
Селяни за правовим статусом ділились на резешів (рум. răzeși) – вільні селяни, які володіли землями громадою, безоплатно брали участь у війнах, за що могли наділятися особистою землею, призначатися на державні посади, практично переводитись у «куртяни»; простих селян (рум. țărani) – «державні» та «приватні» були формально вільними, але зобов’язаними відробляти панщину, платити десятину; кріпосних (рум. vecini) – повністю безправні та залежні від пана, який міг ними торгувати.
Найнижчим прошарком були цигани (рум. țigani) – практично раби.
Міщани поділялись на купців, ремісників та низи.

### Етнічний склад
Те, що за русини залишались панівною етнічною групою на Буковині красномовно засвідчують топонімічні матеріали. З 124 топонімів, зафіксованих актами XV ст., 118 належать слов’янським, тобто українським. Три – вважають такими, що не мають відповідників ні у слов’янських, ні в романських мовах. І тільки три топоніми мають волоське походження.

Джерела кінця XVI — початку XVIII ст.ст. засвідчують поліетнічність населення країни, та північної її частини зокрема. Крім русинів та волохів, там жили татари, поляки, серби, вірмени, болгари, семигородські німці та багато циган. Водночас край продовжували активно заселяти – волохи та німці з Семигороду, євреї та поляки з Німеччини та Польщі. Після потрапляння під панування Османської імперії у регіоні почала зменшуватись кількість вірменів (які переслідувались) водночас суттєво збільшилась діаспора греків.

За різним даними русини у Чернівецькій та Хотинській землях становили від 60 до 70%.

В межах Верхньої Молдови загалом, кількість русинів була на рівні 50%. У межах всієї Молдовської держави — від 30 до 40%.

Вказане підтверджується «хроніками Грігорє Урєкє» (молдовського літописця), з яких випливає, що на межі XV–XVI ст.ст. більше третини мешканців Молдовського князівства розмовляли (рідною) руською мовою.

Це підтверджується молдовським державним діячем та вченим-енциклопедистом Димитрієм Кантеміром, який на початку XVIII ст. у своєму «Описании Молдовии» писав стосовно русинів Молдовського князівства наступне:
|  | ...те, что были привезены Стефаном Великим от ляхов в глубь Молдовской земли, со временем забыли отцовский язык и стали говорить по-молдовски. Те же, которые проживают у северных границ как говорили так и говорят по-русински и по-польски... |

Підтверджував ці дані й відомий «молдовознавець», доктор історичних наук Лазар Польовий.

## Характерні риси молдовського періоду
Після входження до складу Молдовської держави, термін Шипинська земля поступово був витіснений іншим — Буковина. Після реформи 1457-го року Чернівецька волость стала Чернівецьким цинутом. Із всіх волостей колишньої Щипинської землі автономний статус зберігся тільки у Довгопільського околу (Хмелівська волость).

З 1685-го до 1699-го Буковина — Чернівецьке староство Речі Посполитої. Керівництво краю здійснювалось Старостою Костянтином Туркулом. Чернівцями управляв війт Арсеній Кіцмань.

На початку XVII ст. старостою Чернівецької землі був русин Стефан Лука, який у квітні 1711 року вів перемовини з Петром І про утворення «молдовсько-російського союзу». Після невдалого Прутського походу з 1712-го до 1719-го Чернівецька земля територіально входила до складу Хотинської райї. В Чернівцях розміщувався численний турецький гарнізон.

1741-го року молдовський господар (фанаріот) Константін Маврокордат уніфікував управління цинутами. На чолі цинутів стояли два цинутські справники, що призначалися господарем на 1 рік. Кожний цинут поділили на кілька околів. Практично всі міста стали власністю бояр, або монастирів. У приватних містах власники призначали капітанів, які виконували судові й поліцейські функції.

Молдовський період в історії Буковини був багатий на події.

Безумовним позитивом «молдовського періоду» є збереження місцевим населенням дідівської православної віри.

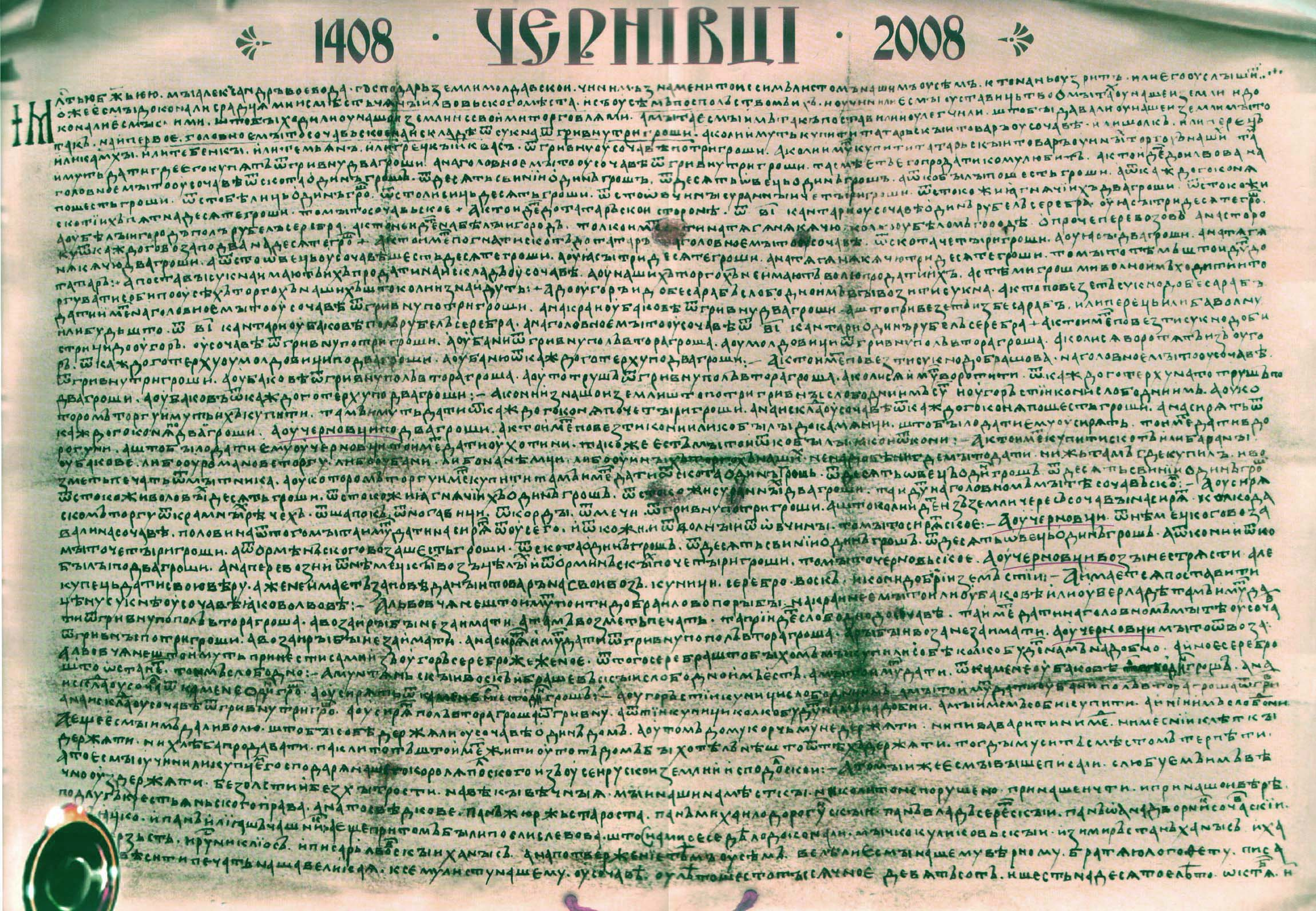
Перша письмова згадка про Чернівці (1408)

Саме «молдовському періоду» завдячують першою писемною згадкою столиця краю — Чернівці.

Саме в цей період були засновані або бурхливо розвивалися ціла низка населених пунктів Чернівецької землі — Кіцмань (1413), Неполоківці (1425), Вашківці (1431), Глибока (1438), Красноїльськ (1438), Сторожинець (1448), Лужани (1452), Берегомет (1500), Заставна (1589) тощо.

Водночас, характерними рисами є те, що Молдовське князівство майже постійно (за винятком короткочасних періодів) перебувало у васальній залежності від інших держав. Все це лягало важким тягарем на буковинців, яких місцеві феодали оббирали «до нитки» задля отримання ресурсів для задоволення сюзерена. Часи, коли Молдовська держава звільнялась від чужоземної зверхності (зокрема Польщі) обертались іншим лихом — лихоліттями війни. Населені пункти краю кілька разів були спалені й стерті із землі.

Потрапляння Молдовського князівства під зверхність Османської імперії ще більше погіршила становище людей. А край став практично не контрольований. Десятиліттями регіон знаходився під управлінням третіх держав (Польщі, Росії, Швеції тощо). Татарські набіги чергувалися з нападами місцевих розбійників, якими були переповненні ліси.

В липні 1762 року Чернівецькою землею проїжджав англійський посланець Портер, у супроводі якого перебував єзуїт Й.Боскович. Запис у щоденнику останнього відобразив тогочасний стан міста і краю в цілому: "Населення міста близько тисячі душ. Православні та євреї. У місті 200 дерев'яних будинків, укритих соломою та очеретом. Є три дерев'яні церкви та одна дерев'яна синагога. Самі євреї живуть окремою громадою (кагалом).

На момент переходу під австрійську юрисдикцію, край перебував у жахливому (жалюгідному) стані. Про справжнє шкільництво не було й мови, оскільки невелика кількість монастирських шкіл, які тоді існували, мали на меті тільки підготовку до духовної професії. Велика маса народу взагалі не навчалася. Навіть серед священиків було дуже мало таких, хто вмів читати і писати. Управління краєм зводилося до стягування різноманітних податків та надзвичайно недосконалого і довільного правосуддя. Найважливіший податок, так звану данину, сплачували, головним чином, бідні частини народу, оскільки аристократія та монастирське духовенство були від нього звільнені. Навіть такі найважливіші посади, як старости (у Чернівцях) та ісправника (в Сучаві) продавалися тим, хто запропонує вищу ціну, а потім він вимогами не тільки повертав собі затрачені кошти, але й намагався збагатитися. У всьому краї не було ніякої поліції; не можна було бути певним ні за своє життя, ні за своє майно.

На весь край було тільки декілька крайових доріг, та й ті були настільки запущені, що при дощовій погоді ставали непроїжджими. Мостів не було взагалі. Мало в яких будинках зустрічалися дві окремі кімнати.

Не було також і сліду лісової справи та лісової культури. Величезні лісові масиви були покинуті напризволяще кожному жителю. Власної промисловості не було. Навіть у містах не були представлені найважливіші малі промислові підприємства. У цілому краї не було тоді, наприклад, жодного годинникового майстра. Не могло бути й мови також про лікарів, хірургів і аптекарів. Від багатьох сіл залишились тільки руїни і покинуті попелища. У лісах господарювали розбійники і вовки, а протяжні болота і трясовини робили місцевість непрохідною.

Красномовним є те, що на момент закінчення «молдовського періоду» край знаходився під управлінням Російської військової адміністрації (1769—1774). Габсбурзька монархія при розв'язанні питання анексії північно-західної частини Молдовського князівства навіть не думала шукати контакту з номінальними керівниками молдовської держави. Все вирішували у перемовинах з Російською та Османською імперіями. Молдовське князівство вже задовго до цього перестало бути суб'єктом, і перетворилось на об'єкт політики.

Перехід краю під австрійську корону був шансом на стабілізацію й більш-менш гідне життя. Водночас, анексія Австрійською імперією тільки частини Буковини розірвала (вперше в історії) буковинських русинів, які протягом наступних майже 150 років були поділені державним кордоном.

З огляду на це, обґрунтування Габсбургів 1774 р. щодо «бажання об'єднати під своєю короною всі землі колишнього Галицького князівства (яке знаходилося в їх володінні)» завжди викликало скептичні зауваження.